# الدين في كراتشي
| الأديان في مدينة كراتشي (1998) | الأديان في مدينة كراتشي (1998) | الأديان في مدينة كراتشي (1998) | الأديان في مدينة كراتشي (1998) | الأديان في مدينة كراتشي (1998) |
| ------------------------------ | ------------------------------ | ------------------------------ | ------------------------------ | ------------------------------ |
| الدين                          | الدين                          |                                | نسبة مئوية                     | نسبة مئوية                     |
| إسلام                          | إسلام                          |                                | 96.4%                          | 96.4%                          |
| مسيحية                         | مسيحية                         |                                | 2.4%                           | 2.4%                           |
| هندوسية                        | هندوسية                        |                                | 0.86%                          | 0.86%                          |
| آخرى                           | آخرى                           |                                | 0.2%                           | 0.2%                           |

تشمل الأديان في كراتشي الإسلام والمسيحية والهندوسية والسيخية والبوذية والزرادشتية وغيرها. وفقًا لتعداد سكان باكستان عام 1998، فإن التقسيم الديني للمدينة هو كما يلي: مسلم (96.45%)، مسيحي (2.42%)، هندوسي (0.86%)، أحمديون (0.17%) وآخرون (0.10%). وتشمل المجموعات الدينية الأخرى البارسيون والسيخ والبهائيون واليهود والبوذيون. من بين المسلمين، ما يقرب من 66% هم من السنة و34% من الشيعة.

## الإسلام

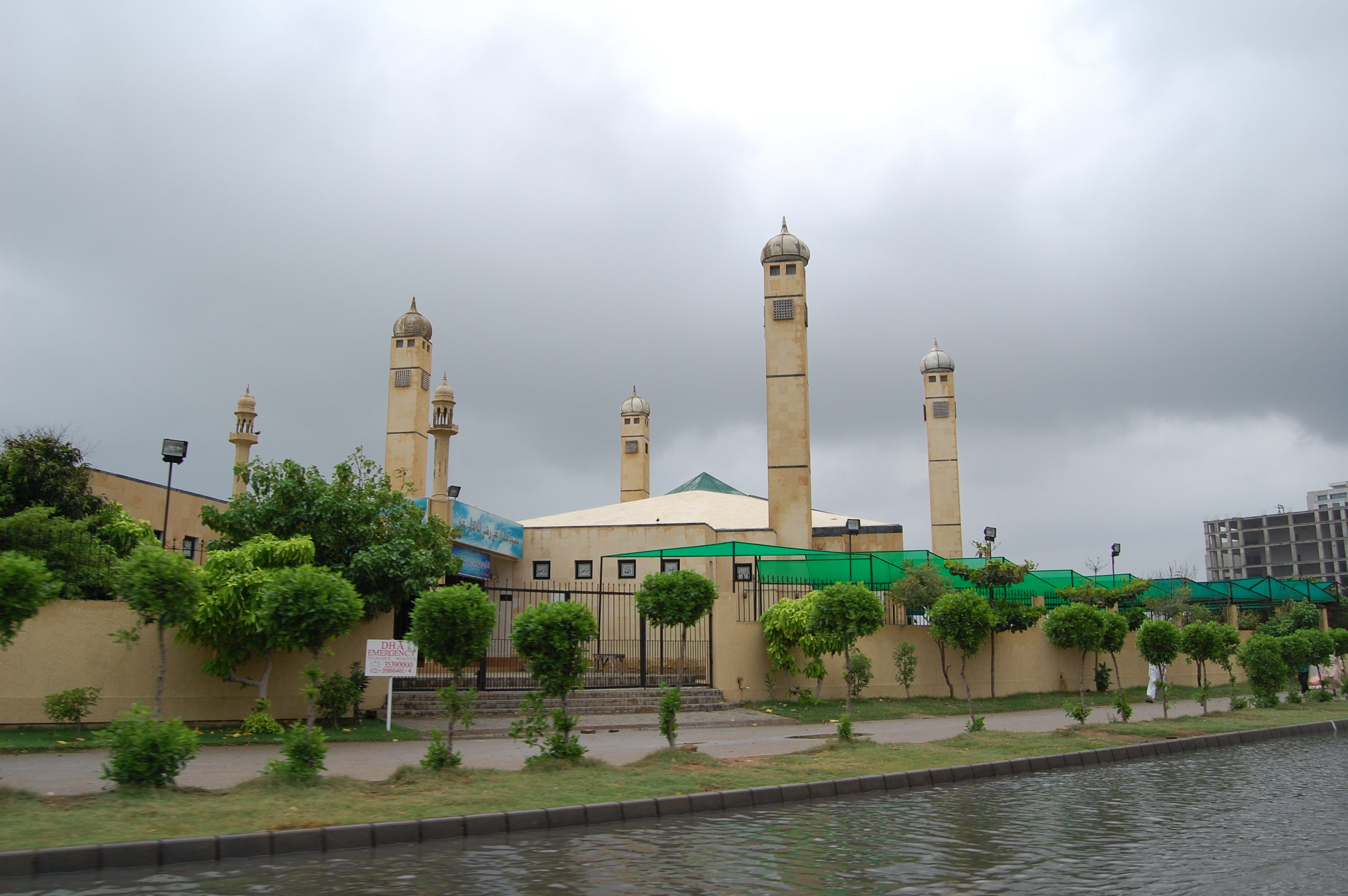
مسجد في كراتشي

دين الدولة في باكستان هو الإسلام، الذي يمارسه حوالي 96-98٪ من 195،343،000  شعب الأمة.  أما النسبة المتبقية البالغة 2-4% فتمارس الهندوسية والمسيحية والأحمدية والسيخية والبوذية والبهائية وغيرها من الديانات. ينقسم المسلمون إلى طائفتين رئيسيتين: غالبيتهم يمارسون الإسلام السني، بينما يشكل الشيعة ما يقدر بـ 10-15%.

## الهندوسية

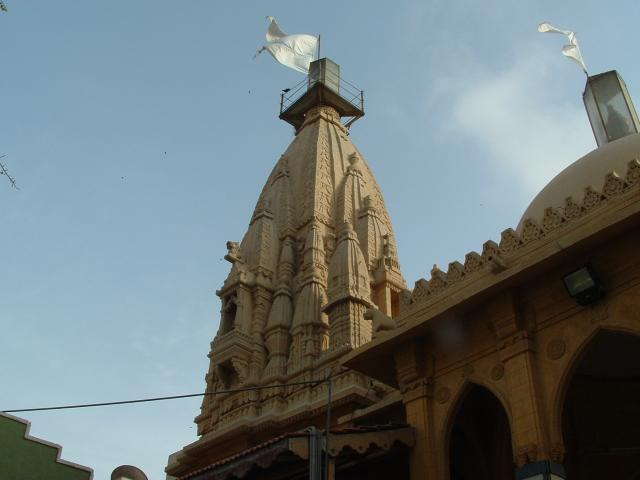
معبد سوامينارايان، أهم المعابد الهندوسية في كراتشي.

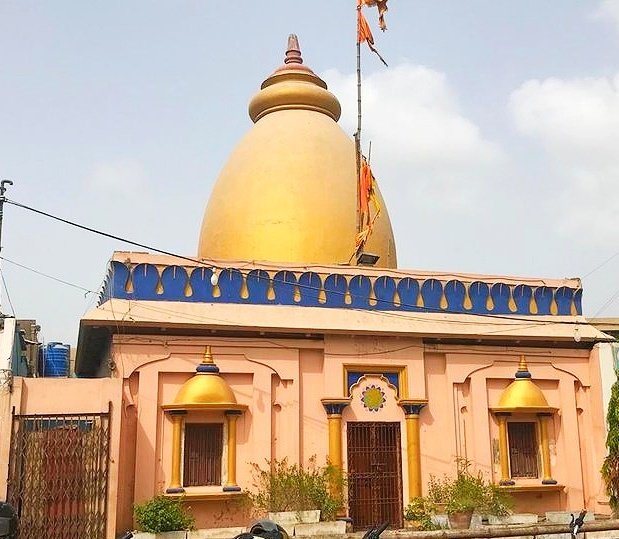
معبد داريا لال ماندير

هاجر معظم الهندوس والسيخ في كراتشي إلى الهند خلال التقسيم عام 1947 ومن عام 1948 فصاعدًا - بعد إنشاء باكستان. يتركز الهندوس الفقراء من أصل مارواري وراجستاني بشكل خاص في نارايانبورا ولياري، بينما يعيش الهندوس السند الأثرياء في كليفتون وصدر.

## المسيحية

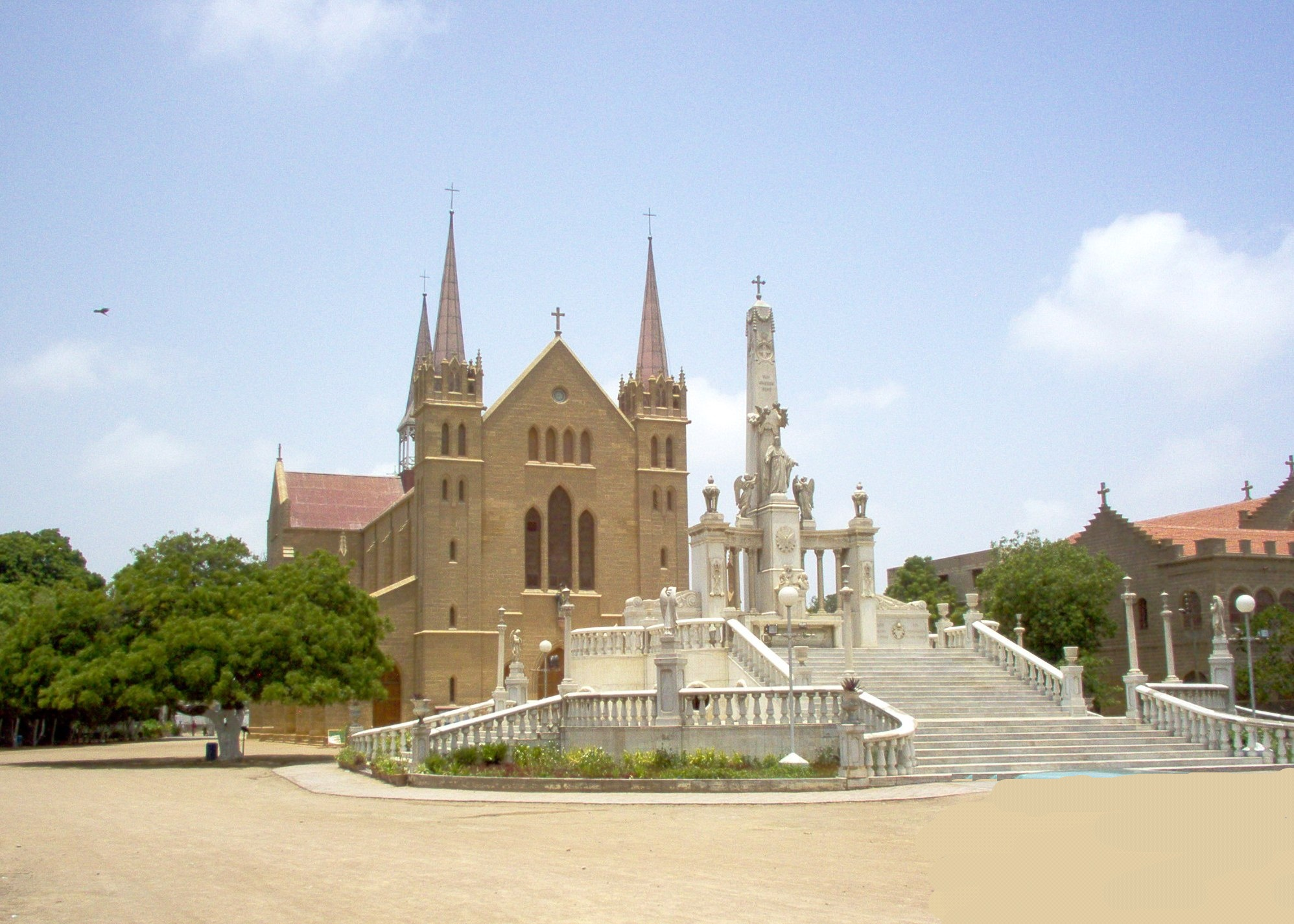
كاتدرائية القديس باتريك، كراتشي

أكبر أقلية دينية في كراتشي هم المسيحيون. المجموعتان العرقيتان المسيحيتان الرئيسيتان هما كاثوليك غوان والمسيحيون البنجابيون. المسيحيون البنجابيون هم المتحولون من طبقة هندوس تشوهرا إلى المسيحية خلال فترة الحكم البريطاني.